# Wojciechowice (gromada w powiecie opatowskim)
Wojciechowice – dawna gromada, czyli najmniejsza jednostka podziału terytorialnego Polskiej Rzeczypospolitej Ludowej w latach 1954–1972.
Gromady, z gromadzkimi radami narodowymi (GRN) jako organami władzy najniższego stopnia na wsi, funkcjonowały od reformy reorganizującej administrację wiejską przeprowadzonej jesienią 1954 do momentu ich zniesienia z dniem 1 stycznia 1973, tym samym wypierając organizację gminną w latach 1954–1972.
Gromadę Wojciechowice z siedzibą GRN w Wojciechowicach utworzono – jako jedną z 8759 gromad na obszarze Polski – w powiecie opatowskim w woj. kieleckim, na mocy uchwały nr 13f/54 WRN w Kielcach z dnia 29 września 1954. W skład jednostki weszły obszary dotychczasowych gromad Wojciechowice, Koszyce, Mierzanowice, Mikułowice (bez kolonii Ługi) i Drygulec ze zniesionej gminy Wojciechowice w tymże powiecie. Dla gromady ustalono 15 członków gromadzkiej rady narodowej.
31 grudnia 1959 do gromady Wojciechowice przyłączono wieś Stodoły, kolonię Stodoły i parcelację Stodoły ze zniesionej gromady Stodoły oraz kolonię Ługi ze zniesionej gromady Julianów.
Gromada przetrwała do końca 1972 roku, czyli do kolejnej reformy gminnej. 1 stycznia 1973 reaktywowano gminę Wojciechowice.